# パンクラス
パンクラスは、日本の総合格闘技団体。1993年に「ワールド・パンクラス・クリエイト」名義でプロレスラーの船木誠勝、鈴木みのるによって創設され、「完全実力主義」のプロレス団体としての活動を経て、2000年に総合格闘技団体へと転向。スローガンは「ハイブリッドレスリング」。

## 歴史

### 設立
1992年12月、船木誠勝、鈴木みのるらは、当時所属したプロフェッショナルレスリング藤原組（スポンサー企業はメガネスーパー）の経営悪化から代表の藤原喜明と方針が対立。船木の退団後、石川雄規を除いた鈴木を含む全所属選手が追随。しばらくは活動拠点を持たず「船木派」として自主練習を継続した。その後、UWF時代の縁故を頼り尾崎允実を社長として「ワールド・パンクラス・クリエイト」を設立。団体名の「パンクラス」は古代ギリシャの格闘技「パンクラチオン」の前身とされる競技名に由来。
パンクラスの旗揚げ発表前後には全所属選手が肉体改造を済ませて体脂肪を極限まで絞り込むプロボクサーさながらの筋肉質体型を披露。藤原組在籍時と一変した選手たちの姿は、プロレス・格闘技ファンへ衝撃を与えた。
1993年9月21日、東京ベイNKホールで旗揚げ戦を開催。
「完全実力主義」を標榜してU系団体初となる全試合をシュートで行うという画期的なものだった。従来のU系団体と一線を画す衝撃的な試合内容は「秒殺」という流行語を生み出して多くのファンを獲得していく。また、「UWFの最後の扉を開いた」と形容された。
その試合内容は、それまでU系団体に懐疑的だった多くの格闘技関係者から注目を集める。全日本キックボクシング連盟の協力による鈴木、船木とモーリス・スミスとの再戦、すでに純粋なプロ格闘技団体と目されていた修斗から山田学の移籍にも繋がった。U系団体の扱いが次第に小さくなっていた格闘技通信誌上でも完全に格闘技団体として扱われて毎回の試合が大きく記事で取り上げられていた。
思い切って一線を踏み切った理由は格闘技的な理想論だけではなかった。後発団体として他のU系団体との差別化を図るには、それ（全試合シュート）を見せるしかないという苦肉の策でもあったことを、後年のインタビュー記事などで船木と鈴木が明かしている。
旗揚げ戦からしばらくすると選手の負傷増加、グラウンドでの防御技術向上による膠着多発などを要因とする完全実力主義ゆえの興行性と競技性のジレンマに直面。船木がリングで「潰し合いは嫌なんだ」と叫んだこともある。対策として選手の負傷率が高かったヒールホールドをU系で初めてルールにおいて禁止技とした。U系団体独自のロストポイント制は既存団体で最少となる5ロストポイント制（従来と異なり、ロープエスケープとノックダウンが同価）ながら当初存在したが、それも段階的に廃止されていく。この流れを受けてリングス、UWFインターナショナルなど他のU系団体も後に追随することになる。
1997年7月、船木率いるパンクラス東京と鈴木率いるパンクラス横浜に分裂。
1998年から1999年に掛け、「パンクラチオンマッチ」と銘打たれたバーリトゥードへの対応を目指した実験的な試合を導入。
2000年、オープンフィンガーグローブ着用、グランドパンチ解禁により完全な総合格闘技ルールを導入していくことになる。打撃なしのグラップリングマッチである「キャッチレスリング」も一時期行われていた。同年5月26日、「コロシアム2000」にてヒクソン・グレイシーに敗れた船木が引退。この前後からパンクラスは競技団体として色濃くなっていった。階級および、ルール整備などが行われ、他団体からの参加選手も目立つようになった。
2002年1月、パンクラス東京とパンクラス横浜が統合されてパンクラスismとなる。
2007年、BodogFightと業務提携を結んだことを発表。12月4日、アメリカのネバダ州アスレチック・コミッションが定める階級制に変更。新階級では、スーパーヘビー級の廃止ならびに、新たにフライ級・バンタム級を新設、2008年1月30日の興行より新階級制を導入。

### パンクラス
2008年5月、パンクラス設立。ワールド・パンクラス・クリエイトは全営業を譲渡。代表取締役社長を務めた尾崎允実のワールド・パンクラス・クリエイト体制は消滅。代表に坂本靖が就任。
2010年10月1日、川村亮が代表に就任。また第3者組織による「コミッション委員会」を設置。

### スマッシュ パンクラス事業本部
2012年5月31日、パンクラスのブランド名および運営権をスマッシュが取得。同社のスマッシュ パンクラス事業本部として運営されることになった。代表取締役にスマッシュの代表取締役社長である酒井正和が就任。前代表取締役の川村はエグゼクティブプレイングマネージャーに就任。スマッシュの提携先であるDEEPとパンクラスのアマチュア部門を「ジャパンMMAライセンス」に再編してアマチュア組織の強化を図る。またDEEPと業務提携を結んだことを発表。新体制は「世界標準」をスローガンに様々な改革を予定。王者、上位ランカーを世界に送り込むプロモーション機関「パンクラスマネジメントの設置」、選手のアメリカ滞在時におけるトレーニングや生活環境、長期滞在時のバックアップを目的とした「パンクラスUSA支部の設置」、「海外ジムとの業務提携」、「ケージの導入」を改革の4本柱として掲げた。6月2日、新体制初興行「PANCRASE 2012 PROGRESS TOUR」をディファ有明で開催。
キング・オブ・パンクラシスト委員会は、同王座の地位向上を掲げて同王者と対戦する世界の強豪ファイターを選考、推薦する機関。同委員会委員長に、初代キング・オブ・パンクラシスト無差別級であるケン・シャムロックが就任。「日本で過ごした時の事には良い思い出しかありません。特に日本のファンは素晴らしかったです。今後私は酒井社長がパンクラスの栄光を取り戻そうとしていることをサポートしていきます」とコメントを寄せた。
8月5日、ディファ有明で開催した「PANCRASE 2012 PROGRESS TOUR」に前田日明が来場。前田の来場を画策した酒井は「未来の格闘技業界を見据えて前を向いていかなければいけない」とコメント。
8月8日、Krushとの業務提携を結んだ。KrushはTeam Krushを結成しパンクラスへの出場を表明。ヘッドコーチにモーリス・スミスが就任。酒井は、この業務提携について「格闘技界を盛り上げ、世界に通用するファイターの育成を視野に入れた展開を目指す」とコメント。
8月28日、五味隆典、須藤元気らを育てた名指導者として知られる木口宣昭（木口道場）の入閣を発表。9月1日、ディファ有明で開催した「PANCRASE 2012 PROGRESS TOUR」にて木口は「特にアマチュア選手の育成、強化に努めたい」と抱負を語った。酒井からは、木口の入閣は新生パンクラス発足時からの構想であったこと、自身が目指す総合格闘技業界作りを進めるには、木口チェアマンと共にアマチュアの育成やプロのライセンス作りの推進が重要であること、などが語られた。木口はアドバイザリーボードチェアマンとして主にアマチュアの普及、育成、強化を進める。
2013年10月27日、レイ・セフォーが代表を務めるWSOFと業務提携を結ぶ。併せてWSOFとのライセンス契約を複数年にわたり締結。WSOF JAPANを設立して酒井が代表を兼任。酒井は、この業務提携について「意欲のある日本の総合格闘家全員にチャンスを与える大会になると思います。各格闘技団体のご協力も頂き「目指せ世界」、「目指せラスベガス」を行っていきたいと考えています」とコメント。WSOF JAPANは2014年4月の旗揚げを目指したが頓挫している。
12月31日、神奈川県横浜市中区のベイサイドヨコハマにて初の大晦日興行「Bayside FIGHT.2」を開催。
2014年5月11日、「PANCRASE258」より「デカゴン」と呼ばれる10角形のケージを導入。そのほかにも肘打ちを認めサッカーボールキックを排するなど米国基準のルールを採用。
2014年12月6日、ディファ有明で開催された「PANCRASE263」にて、2015年春から12年ぶりとなるパンクラスの地上波放送（テレビ東京）再開を発表。酒井は「日本のテレビはいろいろなことがあって総合格闘技はなかなか出ることが出来ませんでしたが、地上波に復活することが出来ました。総合格闘技のルールは分からない人も多いと思います。テレビで分かりやすくやりたいですしルールを知ることで、総合格闘技が究極のスポーツだということが分かってもらえると思います」とコメント。地上波再開の件は2012年から話を進めており、2014年10月ごろより具体的に動き始めたという。2015年開催のナンバーシリーズ9大会での試合を中心に構成される。
12月6日、ディファ有明で開催した「PANCRASE263」で劉勇が専属トレーナーに就任。施療所にて所属選手のケアを行った。
2015年10月4日、ディファ有明で開催した「PANCRASE270」を皮切りに、UFCファイトパス（UFCの登録制デジタル映像配信サービス）での世界ライブ配信を開始。エリック・ウィンター（UFCファイトパス担当部長）は「日本最高峰MMAをUFCファイトパス視聴者に楽しんでいただきたいです。UFCファイトパスでは、ホール・オブ・フェイマーのバス・ルッテンやケン・シャムロック、歴代UFC王者のエヴァン・タナーやジョゼ・アルド、パンクラス創始者の船木誠勝や鈴木みのるの伝説的な試合も見る事が出来る様になります」、酒井は「UFCと同じ年月の歴史を持つ老舗MMAプロモーションとして、UFCファイトパスという世界向けのプラットフォームでパンクラスの全てを公開出来る事を光栄に思います。世界中のMMAファンにパンクラスを楽しんで頂ける様により、マッチメイクも世界向けに強化していく所存です」とコメント。

### スマッシュ 格闘技部門 パンクラス実行委員会
2022年3月9日、株式会社スマッシュ格闘技部門パンクラス事業本部の組織変更を行い「株式会社スマッシュ格闘技部門パンクラス実行委員会」として運営することとなった。代表者である実行委員長には福井幸和が就任、前代表の酒井は営業本部長となった。。なお、キング・オブ・パンクラス実行委員会も組織変更して名称を新たに「キング・オブ・パンクラス評議会」として運営。

### FENパンクラス事業部
2023年9月21日、「株式会社スマッシュ格闘技部門パンクラス実行委員会」から「株式会社FENパンクラス事業部」として運営することとなった。
9月21日と9月24日、『PANCRASE 337（立川ステージガーデン）』より、ナンバーシリーズについてU-NEXTとの国内独占配信パートナー契約締結を発表した。それまで日本語コメンタリーではU-NEXT、ABEMA、パンクラス公式YouTubeチャンネルにて配信されたがABEMAは配信終了。PANCRASEチャンネルは「2023年は変わらずご視聴いただけます。2024年以降の詳細に関しましては別途アナウンスさせて頂きます」とした。TIGETによる英語コメンタリー配信は継続。

## ルール
パンクラスオフィシャルルールに準拠。肘打ちあり、グラウンド状態における相手の頭部への蹴りは禁止、サッカーボールキックおよび踏みつけは禁止。採点にはオープン・スコアリング・システムが採用されている。
2014年4月のルール改定までは肘打ちを禁止し、サッカーボールキック、踏みつけ、3点ポジションでの頭部への膝蹴りを認めていた。

### 選手の服装
パンクラスが認可するオープンフィンガーグローブ、マウスピース、ファウルカップ、タイツを必ず着用して試合に臨む。レスリング用のシューズなども認められている。
タイツ、スパッツの代替としてコンバットショーツ（ファイトショーツ）と呼ばれるハーフパンツの着用も解禁。他団体とは異なり、パンクラスオフィシャルルールではファイトショーツの着用にいくつかの詳細な規定がある。

## 階級、王座

### 男子王座
| 階級           | 重量区分             | キング・オブ・パンクラシスト | 防衛回数 |
| -------------- | -------------------- | ---------------------------- | -------- |
| ヘビー級       | -265 lbs : -120.2 kg | 空位                         | -        |
| ライトヘビー級 | -205 lbs : -93.0 kg  | 空位                         | -        |
| ミドル級       | -185 lbs : -83.9 kg  | 空位                         | -        |
| ウェルター級   | -170 lbs : -77.1 kg  | 佐藤生虎                     | 0        |
| ライト級       | -155 lbs : -70.3 kg  | 雑賀“ヤン坊”達也             | 2        |
| フェザー級     | -145 lbs : -65.8 kg  | 三宅輝砂                     | 1        |
| バンタム級     | -135 lbs : -61.2 kg  | 空位                         | -        |
| フライ級       | -125 lbs : -56.7 kg  | 空位                         | -        |
| ストロー級     | -115 lbs : -52.2 kg  | 黒澤亮平                     | 1        |

### 女子王座
| 階級       | 重量区分            | クィーン・オブ・パンクラシスト | 防衛回数 |
| ---------- | ------------------- | ------------------------------ | -------- |
| バンタム級 | -135 lbs : -61.2 kg | 空位                           |          |
| フライ級   | -125 lbs : -56.7 kg | 渡邉史佳                       | 0        |
| ストロー級 | -115 lbs : -52.2 kg | ソルト                         | 1        |
| アトム級   | -105 lbs : -47.6 kg | SARAMI                         | 0        |

## 所属選手

### パンクラスイズム横浜
- 伊藤崇文
- 渡辺大介
- 近藤有己
- DJ.taiki
- 2
- 荒牧拓
- シバター
- 松嶋こよみ

### パンクラス大阪稲垣組
- 秋葉太樹
- 荒東"怪獣キラー"英貴
- 敢流
- 岸田宙大
- 北方大地
- 木下憂朔
- 千種純平
- 中村晃司
- 藤田宇宙
- 三村亘
- 八木匠

### パンクラスMISSION
パンクラスのプロレス部門。
- 冨宅飛駈
- 佐藤光留

## 審判団
- 梅木よしのり
- 小菅賢次
- 大藪吉郁
- 高本裕和
- 寳田智美

## ラウンドガール
- 森杏奈
- 愛内ゆかり
- 武田しのぶ

## 主な歴代所属選手
- 長谷川悟史
- 船木誠勝
- 松永裕央
- 柳澤龍志
- マッシブ・イチ
- 菊地一仁
- 山田学
- 宮川順也
- 美濃輪育久（現：ミノワマン）
- 稲垣克臣
- 鈴木みのる
- 中台宣（現：サイレンサー）
- 大場裕司
- 國奥麒樹真
- 馬場口洋一（現：若翔洋）
- 渋谷修身
- 野地竜太
- ジミー明成
- 植村"ジャック"龍介
- 小椋誠志
- 謙吾
- 高橋義生
- 伊藤あすか
- 藤本直浩
- 志田幹
- 島田賢二
- 藤原大地
- 武重賢司
- 八島勇気
- 富山浩宇
- 五十里祐一
- アライケンジ
- 北岡悟
- WINDY智美
- 本田朝樹
- 鳥生将大
- 金井一朗
- 川原誠也
- 吉武伸洋
- 小森圭祐
- 富田浩司
- 大石幸史
- 山崎悠輝
- 前田吉朗
- 田中竜一
- 長谷川孝司

## 歴代審判団
- 廣戸聡一
- 岡本浩稔

## 試合中継

### 放送中の番組
- PANCRASE（U-NEXT）
- PANCRASE（YouTubeでメンバーシップ向けにアマチュア大会をライブ配信、ナンバーシリーズをアーカイブ配信している）

### 終了した番組
- パンクラッシュ!パンクラス（GAORA）
- パンクラス ハイブリッドアワー（BS朝日、スカイA、FIGHTING TV サムライ）
- パンクラス（FIGHTING TV サムライ）
- 格闘Xパンクラス（テレビ東京）
- 完全格闘技 パンクラス（日本テレビ）
- パンクラスLIVE（TOKYO MX）
- PANCRASE（ABEMA）

### 関連番組
- パンクラスTV（LINE LIVE）